# Ministerio de Economía y Finanzas (Panamá)
El Ministerio de Economía y Finanzas de Panamá (MEF) es una institución pública de panamá que forma parte del Órgano Ejecutivo. Entre sus funciones principales están administrar y proveer los recursos para la ejecución de los planes y programas del Gobierno y Formular la política económica y social del país. El 21 de diciembre de 1998 mediante la ley 97 en la asamblea legislativa se aprueba la creación del Ministerio de Economía y Finanzas de Panamá.
Fue creado como Ministerio de Hacienda por la Junta Provisional de Gobierno en 1903 mediante Decreto N.° 3 de 1903. El gobierno de Manuel Amador Guerrero lo cambia a Secretaría de Hacienda en 1904 mediante Decreto N.° 1 de 1904. Mantuvo ese nombre hasta 1941, cuando el gobierno de Arnulfo Arias, mediante el Título VIII de la Constitución de 1941 que crea los ministerios de Estado, lo cambia a Ministerio de Hacienda y Tesoro. En 1972, el Ministerio de Hacienda y Tesoro comparte funciones con el Ministerio de Planificación y Política Económica. En 1998, se decidió combinar las funciones de los dos ministerios y dar lugar al Ministerio de Economía y Finanzas.